# Francisco Díaz Taño
Francisco Díaz Taño (El Paso, 17 de maio de 1593 - Córdova 9 de abril de 1677) foi um padre e missionário jesuíta espanhol. Garantiu durante a sua vida em carreira pública, a total integridade e permanência das reduções jesuítas dentro e fora do Paraguai, local onde foi dada a sua função de procurador geral da província jesuíta na década de 1630.

## Biografia
Filho de Francisco Díaz Taño e Juana Francisco, estudou Ciências Humanas na escola de San Hermenegildo de Sevilha, entrando na Sociedade de Jesus em 1616. Francisco emigrou para Buenos Aires em 1622, onde foi ordenado sacerdote. Logo após, partiu para o Paraguai como missionário, conseguindo um trabalho frutuoso lá depois de aprender a língua guarani. Ele estava na cabeça da redução de San Francisco Javier (1624); a função foi lhe incumbida após a sua viagem das missões do Guairá até  a redução N. Senhora de Loreto (a primeira da história), lá encontrou os padres Antonio Ruiz de Montoya, Cataldino e Ortega – esse notaram a sua facilidade com a língua guarani, foram esses que lhe aplicaram a função. Fundou o de Santo Tomé Apóstolo e foi nomeado superior das missões do Uruguai (1635).

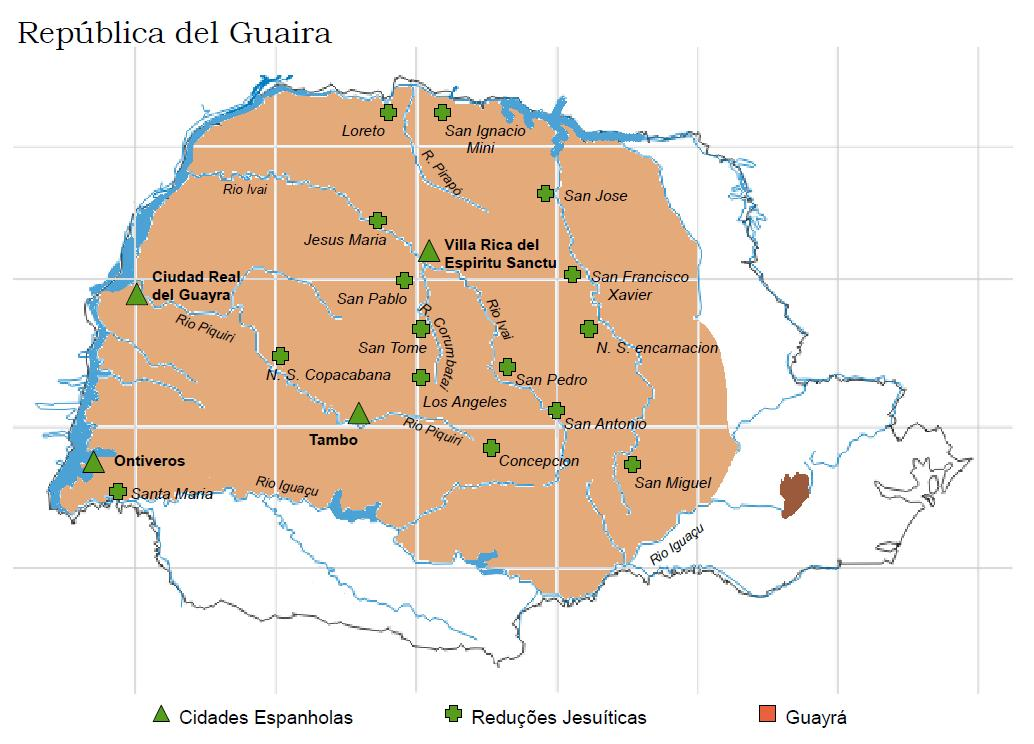
Mapa do estado atual do Paraná mostrando a região do Guayrá em marrom. Missões jesuítas estão marcadas com cruzes e assentamentos espanhóis com triângulos.

A bula ratificada por ele e lançada no Rio de Janeiro logo após o seu retorno da Espanha (1640), condenava os atos de escravização que comumente eram feitos contra os indígenas nas regiões como Guairá, no Taipe e no Paraguai. A publicação gerou indignação popular na região e em cidades como São Paulo, São Vicente e no Rio de Janeiro – para a continuação do equilíbrio econômico nas capitanias, era necessário a mão de obra indígena barata e rentável que comparado-se com aquela dos africanos, era considerada mais custosa e de difícil obtenção.

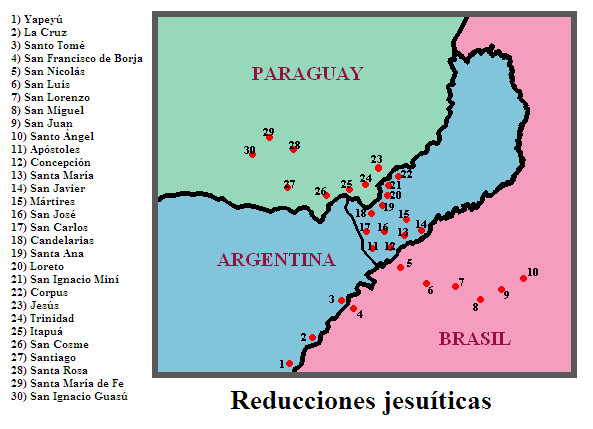
Mapa dos Trinta Povos das Missões, entre Paraguai, Argentina e o Rio Grande do Sul. Os Sete Povos na área cor de rosa.

O padre Diaz Taño teve que enfrentar as incursões dos escravos e os ataques contra os religiosos jesuítas para tirar a jurisdição real que exerciam. Em alguns desses casos, ele obteve autorização e justificativa para que os indígenas recebessem instrução e armas em legítima defesa, como na data histórica de 11 de março de 1641, que ocorreu na Batalha de Mbororé, onde os nativos guaranis obtiveram a vitória na frente de seus inimigos, os bandeirantes.
Ele era um defensor dos direitos dos indígenas, contra a venda e a escravização. Com este motivo, ele viajou para Roma, obtendo em 22 de abril de 1639, do Papa Urbano VIII, o documento Comissário Nobis, que ratificou a validade e cumprimento da Bula de Paulo III a favor dos indígenas, proibindo sua venda e privação de liberdade.
O padre Díaz Taño foi finalmente designado para Córdoba, Argentina – onde foi nomeado em 1665 reitor da escola jesuíta e onde se aposentou até sua morte em 1677.
Francisco Díaz Taño, juntamente com José de Arce y Rojas, apóstolo do Paraguai, e São Pedro de San José Betancur, apóstolo da Guatemala e São José de Anchieta, apóstolo do Brasil, representam um marco histórico da contribuição das Canárias para Evangelização hispano-americana, por seu exemplo profundo do mais puro humanismo cristão.